# Ramon Puig i Gairalt

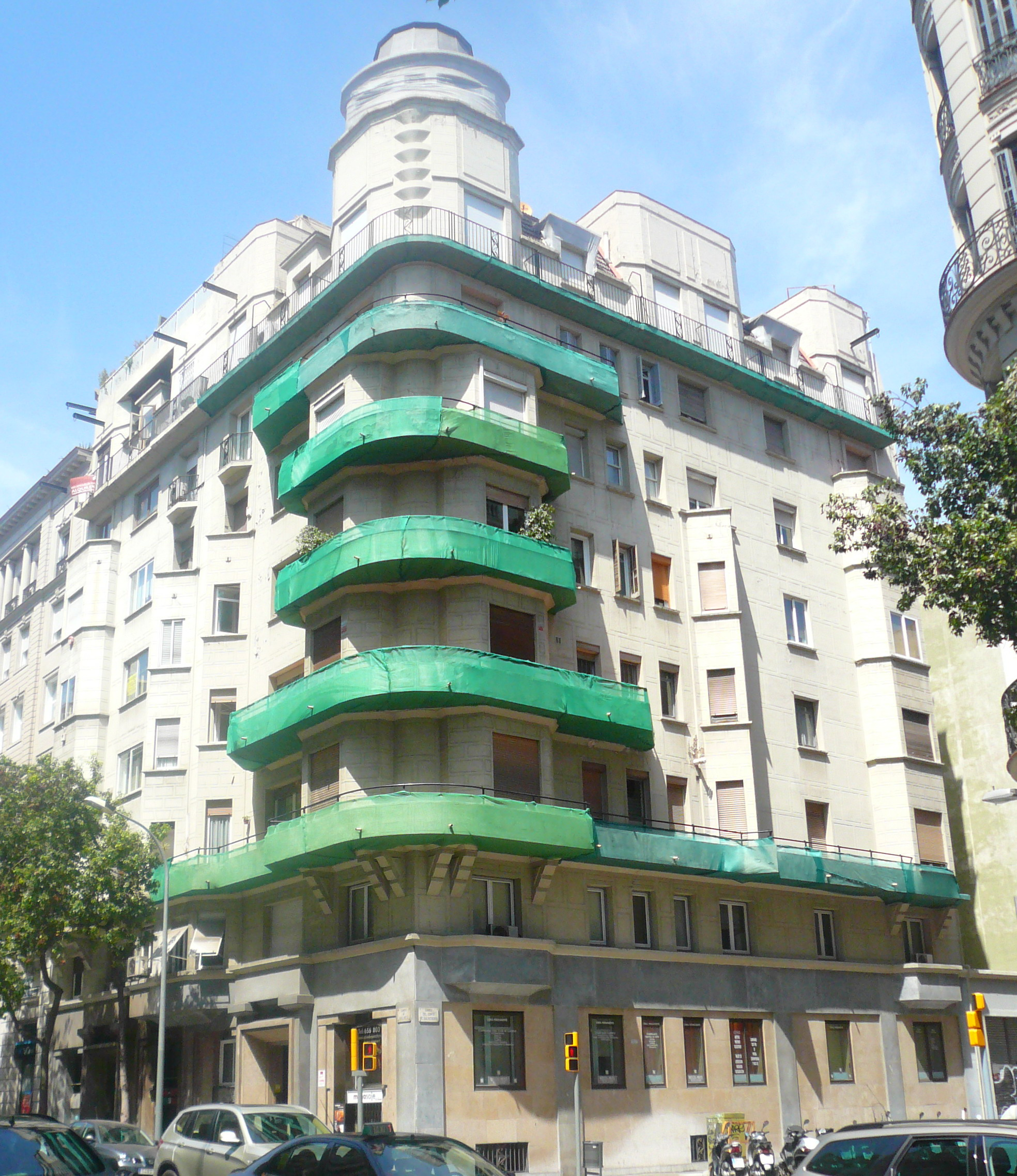
Casa Marià Pidelaserra

Ramon Puig i Gairalt   (l'Hospitalet de Llobregat, 19 de maig de 1886 - Barcelona, 12 de novembre de 1937) fou un arquitecte català, dibuixant, pianista i fotògraf.

## Biografia
Va néixer al barri del Centre de l’Hospitalet de Llobregat el 1886, fou el fill gran del matrimoni entre Madrona Gairalt i Farrès, i Ramon Puig i Campreciós, de professió contractista d’obres. El matrimoni, amb arrels documentades a l’Hospitalet, tingué un segon fill, l'Antoni (l’Hospitalet, 1888 - Barcelona, 1935) i una filla, la Maria (l’Hospitalet, 1896 - ?).
Influenciat pel seu pare, constructor i contractista d’obres, amb tan sols setze anys (1902), començà els estudis d’arquitectura a l'Escola Tècnica Superior d’Arquitectura de Barcelona i obtingué el títol d’arquitecte l'any 1912, però abans d’obtenir el títol, al 1909, projectà a l’Hospitalet la torre familiar que els seus pares es van construir a la rambla Just Oliveras, acabada d'urbanitzar, una torre d’estil modernista que s’anomenà Torre o Casa Puig.
El mateix any que obtingué el títol d’arquitecte, fou nomenat arquitecte municipal de la seva ciutat natal, l’Hospitalet, primer com a interí (1912-1913) i posteriorment com a titular (1914-1937). I tot seguit, es casà amb Teresa Vinyals; fou el padrí de casament el seu amic Lluís Domènech i Montaner. Posteriorment, entre el 1914 i 1922 exercí com a professor a l'Escola del Treball, i a partir del 1924 participà en diferents comissions de l'Associació d’Arquitectes de Catalunya.
Home inquiet i d'esperit obert, va viatjar per tot Europa amb la finalitat d’ampliar els seus coneixements. Residí a Viena durant un temps, interessat a conèixer l’obra d’arquitectes com Josef Hoffmann, Adolf Loos, Le Corbusier o Ludwig Mies Van der Rohe, els quals influirien en la seva concepció arquitectònica. El resultat d’aquests viatges es traduí en la publicació de nombrosos articles en revistes especialitzades, així com en la participació com a ponent en nombroses conferències i congressos. De retorn del Congrés Internacional d’Arquitectura celebrat a Budapest el 1930, Ramon oferí una conferència per donar a conèixer les tendències europees en arquitectura, on s’introdueixen nous materials de construcció com el formigó armat, l'acer, l'alumini, el vidre en gran format o el fibrociment. Participà de forma activa en el 1er i 2n Congrés d’Arquitectura de Llengua Catalana, organitzats per l'Associació d’Arquitectes de Catalunya. Al primer congrés (Barcelona, juliol del 1932) presentà una ponència sobre barriades obreres i al segon (Tarragona, octubre del 1935) la seva ponència versà sobre possibles solucions a la crisi del ram de la construcció. Durant la Segona República Espanyola representà Espanya en el Congrés Mundial d’Arquitectes que se celebrà a Àustria.
Germà del també arquitecte Antoni Puig i Gairalt, amb qui va col·laborar en alguna intervenció, esdevingué arquitecte municipal de l'Hospitalet de Llobregat des de 1912 fins a la seva mort. Va ser considerat l’arquitecte més representatiu del grup de renovadors catalans del seu temps no estrictament avantguardistes, i va ocupar diversos càrrecs de rellevància dins de la comunitat artística catalana de la seva època: vocal del comitè directiu d’Amics de l’Art Vell (1929), soci numerari del GATCPAC (1931) i vicepresident del Cercle Artístic de Barcelona (1931), així com directiu del Col·legi d’Arquitectes (1932) i soci de mèrit de l'Associació d’Amics dels Museus de Catalunya (1935).
Fou amic dels principals polítics i artistes del seu temps, com ara Lluís Domènech i Montaner. Va col·laborar en diverses publicacions arquitectòniques i urbanístiques, com els articles publicats a la revista del Colegio Oficial de Aparejadores y Arquitectos Técnicos de Cataluña y Baleares CAU (Construcción, Arquitectura y Urbanismo).
També fou un excel·lent dibuixant, i tingué com a mestre el pintor Francesc d'Assís Galí i Fabra (1880-1965) que tenia la seva pròpia acadèmia d’art, també fou un bon pianista que estudià al Conservatori del Liceu.
Morí a Barcelona el 12 de novembre de 1937, en plena Guerra Civil, i fou enterrat en un nínxol de la via de Sant Vicenç del cementiri de l’Hospitalet.

## Obres
La seva obra arquitectònica, dispersa per tot Catalunya, és múltiple: de torres unifamiliars a gratacels, així com fàbriques i construccions públiques com escoles i mercats, tot utilitzant estils arquitectònics com el Modernisme, el Noucentisme i el Moviment Modern.
Entre les seves construccions cal destacar la fàbrica Cosme Toda de L'Hospitalet de Llobregat (1927), l'anomenat Gratacel de Collblanc (1931-1933]), el Teatre Joventut o el desaparegut Cine Romero. A Barcelona destaquen les cases Pidelaserra del carrer de Balmes, 180 (1932) i la casa Joaquima Vendrell del carrer de Vallhonrat, 22 (1935).

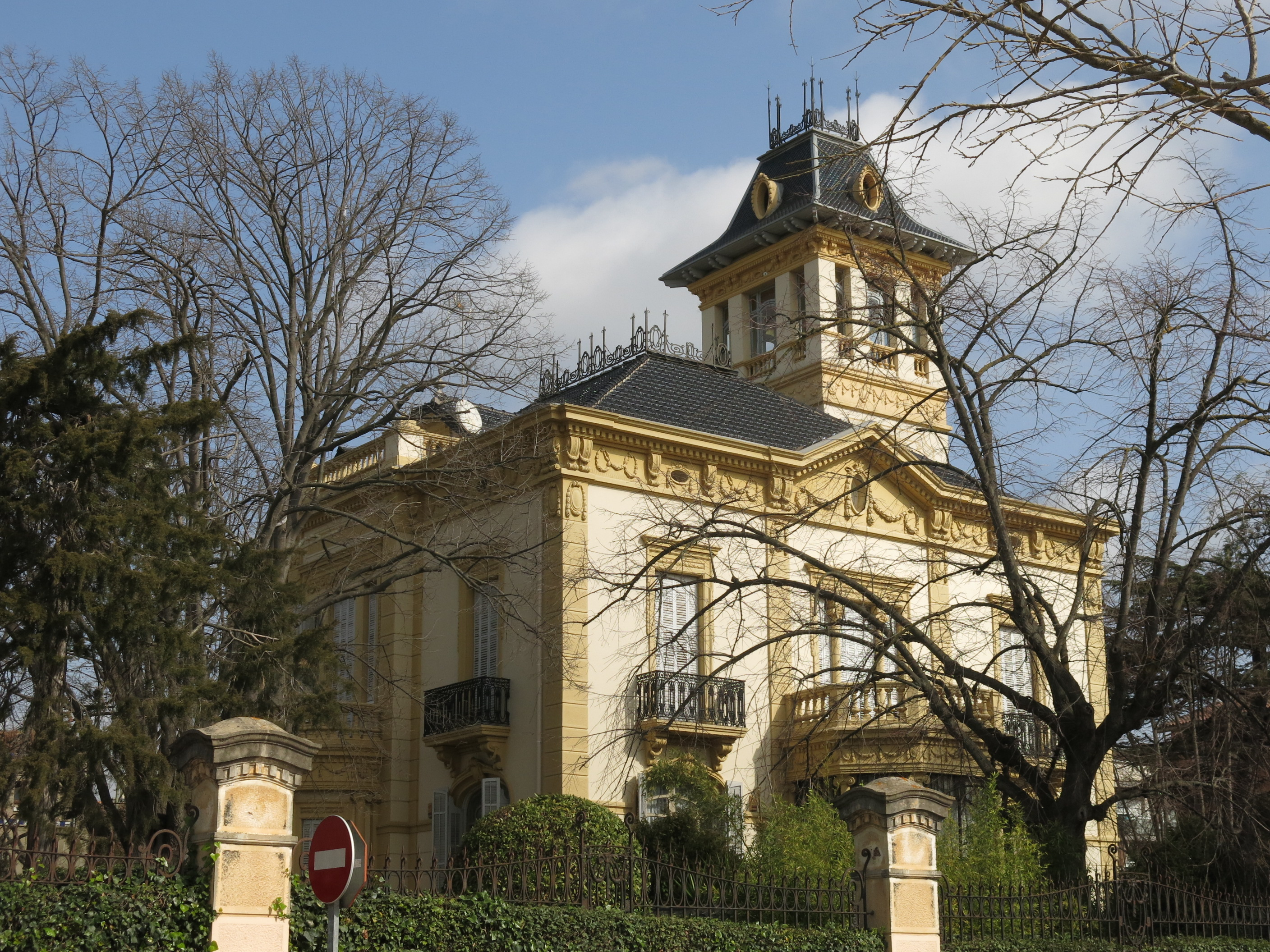
Torre Amat de Cardedeu

A Cardedeu va ser l'autor de l'Antic Casino i d'algunes cases d'estiueig, entre elles la Torre Amat (1914).

## Reconeixements
L'Ajuntament de l’Hospitalet ha anomenat amb els seus cognoms l’Institut Escola Puig i Gairalt, el Camp Municipal Futbol Puig i Gairalt al barri de Can Serra, així com la plaça de Puig i Gairalt, al barri de Sant Josep.